# フィリップ3世 (フランス王)
フィリップ3世（Philippe III, 1245年4月3日 - 1285年10月5日）は、フランス王国カペー朝第10代の国王（在位：1270年 - 1285年）。ルイ9世と王妃マルグリット・ド・プロヴァンスの次男。大胆王（le Hardi）と呼ばれた。
勇猛だが、単純で騙され易いと評された。当初は、低い身分（トゥレーヌ地方の小貴族）出身のピエール・ド・ラ・ブロース（時にはピエール・ド・ブロスとも）を寵愛して臣下の反感を買い、後には野心家の叔父シャルル・ダンジュー（アンジュー伯、後にシチリア王）の操り人形といわれた。

## 生涯
1270年に父と共に第8回十字軍に参加してチュニジアに遠征するが、父の病死によりフランスに戻り、即位する。
1271年に叔父のトゥールーズ伯兼ポワチエ伯アルフォンスとジャンヌ夫妻が跡継ぎなく没すると、イングランド王エドワード1世が旧領の所有権を主張したが、若干の領土割譲により和解した。また、教皇ウルバヌス4世が、アルビジョア十字軍時にトゥールーズ伯レーモン7世がローマ教会に寄進したと主張したため、アヴィニョン周辺（ヴネッサン）を割譲しなければならなかったが、その他の領土は王領への併合に成功した。
フィリップ3世の治世は、聖王ルイ9世の治世の余韻により何事も無く過ぎたが、1282年にシチリアの晩祷事件により叔父シャルルがシチリアを失うと、これを援助してアラゴン王国と敵対する。
1285年にシャルルを支持する教皇マルティヌス4世がアラゴン王ペドロ3世を破門してアラゴン王位をフィリップ3世に与えると、アラゴンに侵攻するが成功せず、逆に打ち破られ、撤退時にペルピニャンで病没した。同年にシャルルもペドロ3世もマルティヌス4世も亡くなっている。

## 家族
1262年にアラゴン王ハイメ1世と2番目の妃ビオランテの娘イザベルと結婚し、4男をもうけた（他に1子を死産）。
- ルイ（1264年 - 1276年）
- フィリップ4世（1268年 - 1314年）
- ロベール（1269年 - 1271年）
- シャルル（1270年 - 1325年） - ヴァロワ伯（ヴァロワ家の祖）
- 男子（1271年、死産）

イザベルと死別後、1274年にブラバント公アンリ3世の娘マリーと再婚し、1男2女をもうけた。
- ルイ（1276年 - 1319年） - エヴルー伯（エヴルー家の祖）
- ブランシュ（1278年 - 1305年） - オーストリア公ルドルフ3世（のちのボヘミア王ルドルフ1世）と結婚。
- マルグリット（1282年 - 1317年） - イングランド王エドワード1世と結婚。